# Takashi Hasegawa
Takashi Hasegawa (長谷川 隆?, Hasegawa Takashi; ...) è un astronomo giapponese.
Il Minor Planet Center lo accredita per la scoperta dell'asteroide 136795 Tatsunokingo, effettuata il 16 gennaio 1997.